# Jerôme Mvondo
Jerôme Mvondo, né en 1936 et mort le 15 décembre 2022, est un homme politique camerounais.

## Biographie

### Enfance, éducation et débuts
Jerôme Mvondo est originaire du groupement Oman dans l’arrondissement de Bikok, département de la Mefou-et-Akono, région du Centre.

### Carrière

#### Directeur de la Sopecam
En 1999, Jerôme Mvondo est directeur général de la Société de presse et d'éditions du Cameroun, société d’État qui publie le quotidien Cameroon Tribune,,,,. Marie-Claire Nnana assure son remplacement en 2002,,,,.

### Mort

#### Circonstances
Il meurt le 15 décembre 2022,,.